# Sanda Island
Sanda Island är en ö i Storbritannien.   Den ligger i riksdelen Skottland, i den västra delen av landet, 500 km nordväst om huvudstaden London. Arean är 1,3 kvadratkilometer. 